# Chrono des Nations feminina
A Chrono des Nations feminina (em português: Contrarrelógio das Nações feminina) é uma corrida de ciclismo de estrada disputada em Les Herbiers (departamento de Vendeia) o terceiro fim de semana do mês outubro fechando a temporada profissional em França. Distingue-se das demais corridas de um dia por ter um formato contrarrelógio individual.
É a versão feminina da corrida do mesmo nome e foi criada em 1987. Assim mesmo em 2007 se criou uma versão feminina júnior e em 2011 uma de categoria cadetes.
O nome da corrida profissional feminina foi mudado oficialmente em 2009 tirando-lhe o "apostrofe" de Les Herbiers Vendée que mantinha desde 2006. Esta sempre tem sido profissional primeiro na categoria 1.9.1 renomeando-se essa categoria em 2005 pela 1.1 mantendo a corrida dito status. Sempre tem tido pouco menos de 21 km.
A corrida faz parte do Calendário UCI Feminino como compentência de categoria 1.1.

## Palmarés
| Ano                                    | Vencedor            | Segundo                 | Terceiro                  |           |
| -------------------------------------- | ------------------- | ----------------------- | ------------------------- | --------- |
| Chrono des Nations                     |                     |                         |                           |           |
| 1987                                   | Jeannie Longo       | Cécile Odin             | Roberta Bonanomi          |           |
| 1988                                   | Maria Canins        | Cécile Odin             | Annie Rebière             |           |
| 1989                                   | Maria Canins        | Nathalie Six            | Fiona Madden              |           |
| 1990                                   | Astrid Schop        | Fiona Madden            | Leontien van Moorsel      |           |
| 1991                                   | Nathalie Gendron    | Astrid Schop            | Laurence Leboucher        |           |
| 1992                                   | Jeannie Longo       | Barbara Ganz            | Luzia Zberg               |           |
| 1993                                   | Roselyne Riou       | Georgina Pechard        | Margareth Castel-Heurtaux |           |
| 1994                                   | Marion Clignet      | Roselyne Riou           | Maryline Salvetat         |           |
| 1995                                   | Jeannie Longo       | Roselyne Riou           | Chrystèle Richard         |           |
| 1996                                   | Chrystèle Richard   | Maryline Salvetat       | Françoise Leprod'homme    |           |
| 1997                                   | Zulfiya Zabirova    | Maryline Salvetat       | Roselyne Riou             |           |
| 1998                                   | Zulfiya Zabirova    | Géraldine Loewenguth    | Florence Marrens          |           |
| 1999                                   | Zulfiya Zabirova    | Géraldine Loewenguth    | Walentina Polchanowa      |           |
| 2000                                   | Jeannie Longo       | Géraldine Loewenguth    | Maryline Salvetat         |           |
| 2001                                   | Edwige Pitel        | Blandine Camus          | Élodie Touffet            |           |
| 2002                                   | Zulfiya Zabirova    | Jeannie Longo           | Cathy Moncassin           |           |
| 2003                                   | Margaret Hemsley    | Joane Somarriba         | Kathy Watt                |           |
| 2004                                   | Edwige Pitel        | Kathy Watt              | Zulfiya Zabirova          |           |
| 2005                                   | Edwige Pitel        | Priska Doppmann         | Marina Jaunâtre           |           |
| Chrono des Nations Les Herbiers Vendée |                     |                         |                           |           |
| 2006                                   | Priska Doppmann     | Zulfiya Zabirova        | Marina Jaunâtre           |           |
| 2007                                   | Susanne Ljungskog   | Bridie O'Donnell        | Priska Doppmann           |           |
| 2008                                   | Susanne Ljungskog   | Jeannie Longo           | Charlotte Becker          |           |
| Chrono des Nations                     |                     |                         |                           |           |
| 2009                                   | Jeannie Longo       | Trine Schmidt           | Julia Shaw                |           |
| 2010                                   | Jeannie Longo       | Amber Neben             | Edwige Pitel              |           |
| 2011                                   | Amber Neben         | Kristin Armstrong       | Olga Zabelinskaya         |           |
| 2012                                   | Amber Neben         | Alison Tetrick          | Edwige Pitel              |           |
| 2013                                   | Hanna Solovey       | Alison Tetrick          | Elisa Longo Borghini      |           |
| 2014                                   | Hanna Solovey       | Alison Tetrick          | Mélodie Lesueur           |           |
| 2015                                   | Tatiana Antoshina   | Hanna Solovey           | Ann-Sophie Duyck          |           |
| 2016                                   | Ann-Sophie Duyck    | Hayley Simmonds         | Lotta Lepistö             |           |
| 2017                                   | Audrey Cordon-Ragot | Ann-Sophie Duyck        | Hayley Simmonds           |           |
| 2018                                   | Olga Zabelinskaya   | Emma Norsgaard          | Audrey Cordon-Ragot       |           |
| 2019                                   | Leah Thomas         | Vita Heine              | Emma Norsgaard            |           |
| 2020                                   | cancelado           | cancelado               | cancelado                 | cancelado |
| 2021                                   | Marlen Reusser      | Anna Kiesenhofer        | Mieke Kröger              |           |
| 2022                                   | Ellen van Dijk      | Valeriya Kononenko      | Amber Neben               |           |
| 2023                                   | Anna Kiesenhofer    | Christina Schweinberger | Valeriya Kononenko        |           |
| 2024                                   | Grace Brown         | Vittoria Guazzini       | Anna Kiesenhofer          |           |
| 2025                                   |                     |                         |                           |           |

### Palmarés júnior
| Ano  | Ganhador               | Segundo            | Terceiro           |
| ---- | ---------------------- | ------------------ | ------------------ |
| 2007 | Audrey Cordon          | Jennifer Letue     | Élodie Le Bail     |
| 2008 | Mélodie Lesueur        | Jennifer Letue     | Margot Ortega      |
| 2009 | Pauline Ferrand-Prévot | Aude Biannic       | Alexia Muffat      |
| 2010 | Hanna Solovey          | Alexia Muffat      | Mathilde Favre     |
| 2011 | Pauliena Rooijakkers   | Mathilde Favre     | Eugénie Duval      |
| 2012 | Manon Bourdiaux        | Knesiya Dobrynina  | Marine Strappazzon |
| 2013 | Séverine Eraud         | Fanny Zambon       | Olena Demidova     |
| 2014 | Marion Apagas          | Greta Richioud     | Fanny Zambon       |
| 2015 | Marion Apagas          | Henrietta Colborne | Typhaine Laurance  |
| 2016 | Dorine Granade         | Lisa Morzenti      | Clara Copponi      |
| 2017 | Marie Le Net           | Dorine Granade     | Alana Castrique    |
| 2018 | Rozemarijn Ammerlaan   | Zoé Delachaux      | Maryanne Hinault   |

### Palmarés cadete
| Ano  | Ganhador         | Segundo            | Terceiro         |
| ---- | ---------------- | ------------------ | ---------------- |
| 2014 | Pauline Valognes |                    |                  |
| 2015 | Clara Copponi    | Marie Le Net       | Maryanne Hinault |
| 2016 | Victoire Berteau | Marie Le Net       | Maryanne Hinault |
| 2017 | Victoria Cushing | Flavie Bassière    | Lina Svarinska   |
| 2018 | Francesca Barale | Kristina Nenadovic | Lorie Belouze    |

## Palmarés por países
Somente contemplam-se as vitórias das edições profissionais e "open".
| País           | Vitórias |
| -------------- | -------- |
| França         | 14       |
| Rússia         | 5        |
| Itália         | 2        |
| Suécia         | 2        |
| Estados Unidos | 2        |
| Ucrânia        | 2        |
| Austrália      | 1        |
| Suíça          | 1        |
| Países Baixos  | 1        |
| Bélgica        | 1        |
| Uzbequistão    | 1        |